# Leucanopsis pulveria
Leucanopsis pulveria là một loài bướm đêm thuộc phân họ Arctiinae, họ Erebidae.